# Thuiaria decemserialis
Thuiaria decemserialis is een hydroïdpoliep uit de familie Sertulariidae. De poliep komt uit het geslacht Thuiaria. Thuiaria decemserialis werd in 1878 voor het eerst wetenschappelijk beschreven door Merezhkovskii. 